# Günter Schweigert
Günter Schweigert (*  1964 in Stuttgart) ist ein deutscher Paläontologe am Staatlichen Museum für Naturkunde Stuttgart.

## Leben
Schweigert studierte von 1983 bis zum Diplom 1990 (über Korallenkalke im Unter-/Mitteljura der Lessinischen Alpen) Geologie und Paläontologie an der Universität Stuttgart. Für seine Arbeit über die untermiozäne Flora (Karpatium, MN5) des Süßwasserkalks von Engelswies bei Meßkirch (Baden-Württemberg) erhielt er 1992 den Walter-Schall-Preis der Gesellschaft für Naturkunde in Württemberg. Schweigert wurde 1995 promoviert (über Süßwasserkalke des Tertiär der westlichen Schwäbischen Alb und des Hegaus). 1996 wurde er wissenschaftlicher Angestellter am Stuttgarter Museum für Naturkunde (im Projekt Nusplinger Plattenkalk), 2001 Kustos für Wirbellose der Trias und des Paläozoikums und 2007 Kurator für Wirbellose der Jura und Kreide und Mikropaläontologie. Er leitet die Grabungen des Museums im Nusplinger Plattenkalk (oberes Kimmeridgium).
Er befasst sich vor allem mit Wirbellosen aus Jura und Kreide wie Ammoniten (Systematik, Biostratigraphie mit Schwerpunkt Oberjura, Ammonitenfamilie Strigoceratidae), Krebse und Stachelhäuter, aber auch tertiäre und quartäre Makrofloren.
2000 erhielt er mit Andreas Braun den Friedrich-von-Alberti-Preis (für seine Verdienste um die Erforschung von Floren und Faunen aus der Erdgeschichte Südwestdeutschlands, insbesondere der Nusplinger Plattenkalke, des Randecker Maars und der Jura-Ammoniten, sowie um die Popularisierung der Paläontologie durch Ausstellungen und Schriften) und 1992 den Walter-Schall-Preis der Gesellschaft für Naturkunde in Württemberg.
Seit 2003 ist er leitender Herausgeber des Neuen Jahrbuchs für Geologie und Paläontologie, ab 2013 von Palaeodiversity und ab 2009 der Zeitschrift Fossilien.
Seit 2008 ist er Sekretär der deutschen Subkommission Jura-Stratigraphie und seit 2000 Sekretär der Tithonium-Arbeitsgruppe in der Internationalen Subkommission für Jura-Stratigraphie.
Am 14. Mai 2009 entdeckte er im Nusplinger Plattenkalk die bisher älteste Feder der Welt. Sie ist älter als der Archaeopteryx von Solnhofen.

## Schriften
Seine zahlreichen Publikationen finden sich auf der Homepage des Naturkundemuseums. Hier eine Auswahl:
- Mit Gert Dietl: Im Reich der Meerengel: der Nusplinger Plattenkalk und seine Fossilien, München: Pfeil 2001
- Mit Gert Dietl: Nusplinger Plattenkalk: eine tropische Lagune der Jura-Zeit, Stuttgarter Beiträge zur Naturkunde, C 45, 1999, S. 1–64
- Mit Gert Dietl: Der Nusplinger Plattenkalk und seine Fossilien (Weißer Jura zeta, Ober-Kimmeridgium) (Exkursion N am 10. April 1999), Jber. Mitt. oberrhein. geol. Ver., N. F., 81, 1999, S. 257–271.
- Das Randecker Maar: ein fossiler Kratersee am Albtrauf, Stuttgarter Beiträge zur Naturkunde, C 43, 1998, S. 1–70 (mit Beiträgen von Ronald Böttcher, E. P. J. Heizmann, W. Wohnhas)
- Mit Elmar P.  J. Heizmann: Das Randecker Maar. Ein miozäner Kratersee am Trauf der Schwäbischen Alb,  in Werner K. Weidert, Klassische Fundstellen der Paläontologie, Band 4, Goldschneck Verlag, 2001
- Mit Bernhard Ziegler, Johanna Kovar-Eder: 100 Jahre Gesellschaft zur Förderung des Naturkundemuseums Stuttgart, Stuttgarter Beiträge zur Naturkunde 73, 2012